# 三星Galaxy Z Flip
三星Galaxy Z Flip是三星电子开发的基于Android的可折叠式智能手机。在第92屆奧斯卡金像獎期间的广告中首次揭示了它的存在。于2020年2月11日与Galaxy S20一同发布，并于2020年2月14日发售。与Galaxy Fold不同，该设备垂直折叠并使用混合玻璃商标为Infinity Flex Display的涂层。它提供三种颜色（镜面紫色，镜面黑色和镜面金色）。

## 技术規格

### 设计
Galaxy Z Flip由铝制框架制成，并目30微（0.0012英寸）类似于三星制造的肖特集团材料制成的具有类似于Galaxy Fold的塑料层的厚“超薄玻璃”，“采用强化工艺生产，以增强其柔韧性和耐用性”，并注入“达到未公开的深度以达到一致硬度的特殊材料”；传统的大猩猩玻璃用于后面板。Z Flip是第一款使用玻璃显示器的可折叠智能手机，而以前的可折叠手机，例如Motorola Razr和Galaxy Fold，都使用了塑料显示器。使用玻璃显示器可以使屏幕更耐用，并减少折叠点处的屏幕折痕。铰链机制现在通过尼龙纤维得以增强，该尼龙纤维可防止灰尘进入。三星将折叠机制评为支持多达200,000种用途。该设备有3种颜色，包括镜面紫色，镜面黑色和镜面金色；颜色的可用性可能因国家或运营商而异。Z Flip也将以限量版Thom Browne型号提供，灰色底上具有红色，白色和蓝色条纹。

### 硬件
该设备使用可摺疊式智能手機隐藏了支持HDR10+的6.7 "21:9动态AMOLED显示器。屏幕顶部有一个圆形切口。 外部摄像头模块的外部具有一个小的1.1英寸外部显示屏"，可以显示时间，日期和电池状态，与通知交互，接听电话并充当取景器。 使用高通骁龙 855+ SoC和Adreno 640 GPU，具有8 GB的LPDDR4X RAM和256 GB的不可扩展UFS 3.0存储。 它使用两节电池，总容量为3300 mAh，可以通过Qi通过USB-C以高达15W的有线或无线方式充电。 电源按钮嵌入在框架中，并兼作指纹传感器，音量摇杆位于上方。 后面有一个双摄像头设置，带有12 MP主传感器和12 MP超宽传感器，而前置摄像头为10 MP。

### 软件
Z Flip已预先安装Android 10和Samsung的One UI 2，YouTube和Google Duo等某些应用程序支持称为“Flex模式”的分屏功能。

## 评论
Z Flip在发布时受到了好评。PC Magazine的Sascha Segan给了Z Flip 3/5的评价，他说：“三星Galaxy Z Flip是第一款真正可以使用的折叠式手机，但它仍然是一款昂贵且可能脆弱的时尚产品，而不是主流流行”。CNET的杰西卡·多尔库特（Jessica Dolcourt）给Z Flip打了7.9 / 10，称其为“一种易于拿起并可立即使用的可摺疊式智能手机”。赞扬主要针对旗舰硬件，外形尺寸，软件/ UI，显示器和摄像头，而对价格，封面显示器的尺寸和整体脆弱性的批评则受到了批评。Dolcourt将Flex Mode称为“迄今为止最独特，最有趣和最有效的功能”，同时指出电池寿命只是平均水平，并且大多数多媒体与该设备的纵横比不兼容，从而导致郵筒出现问题。The Verge的Dieter Bohn给了Z Flip 6/10的结论，他说：“与以前的折叠式电话一样，这比任何人都应该购买的真实产品更昂贵。”博恩（Bohn）称赞了其性能和铰链设计，但对价格和摄像头持批评态度，指出屏幕的塑料外壳仍然容易刮损。Engadget的Chris Velazco给了Z Flip 78分，称赞它的外形尺寸，性能和摄像头，同时批评封面显示和整体脆弱。
iFixit给该设备提供了2/10的可修复性评分。

## 產品照片

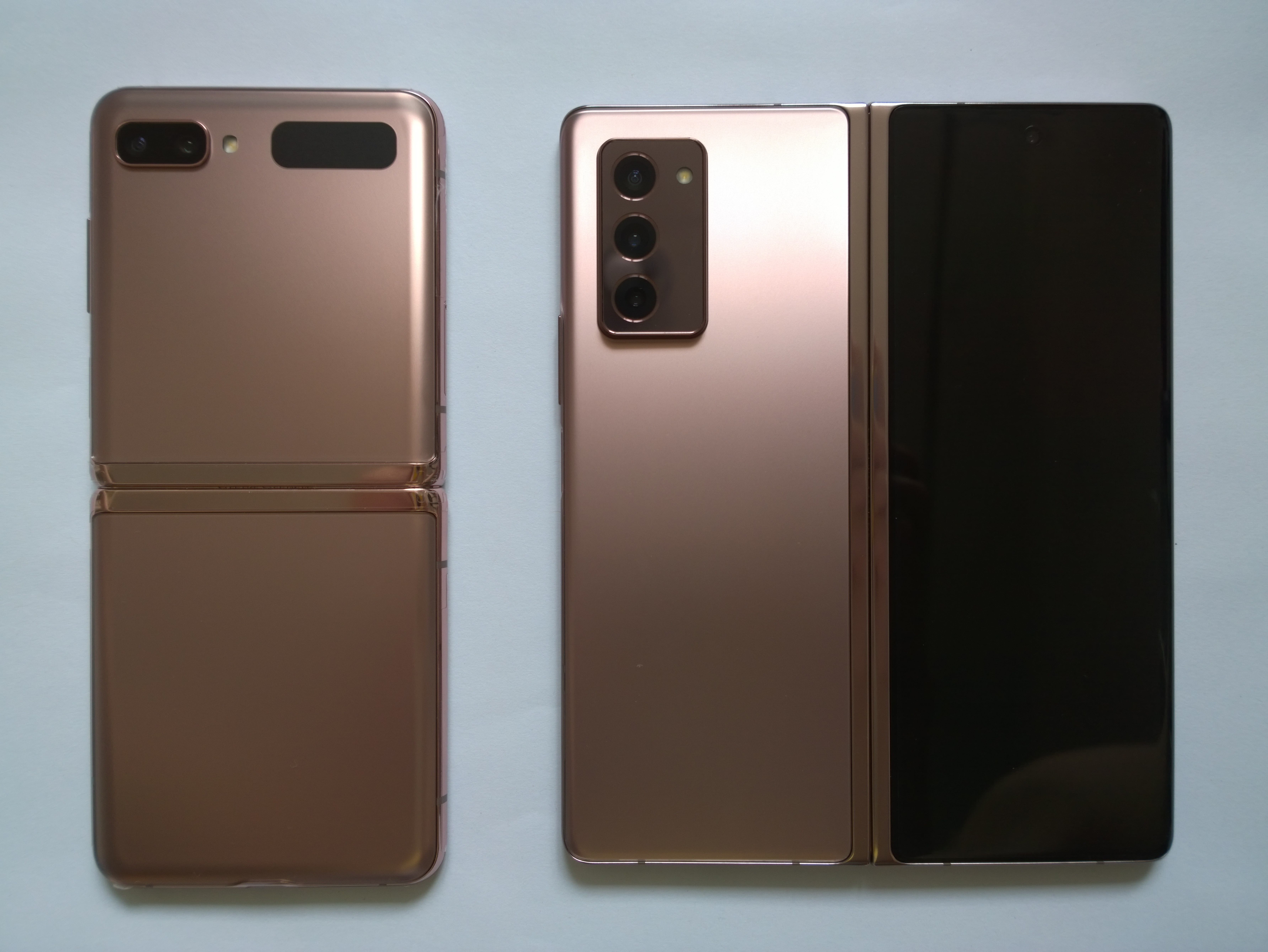
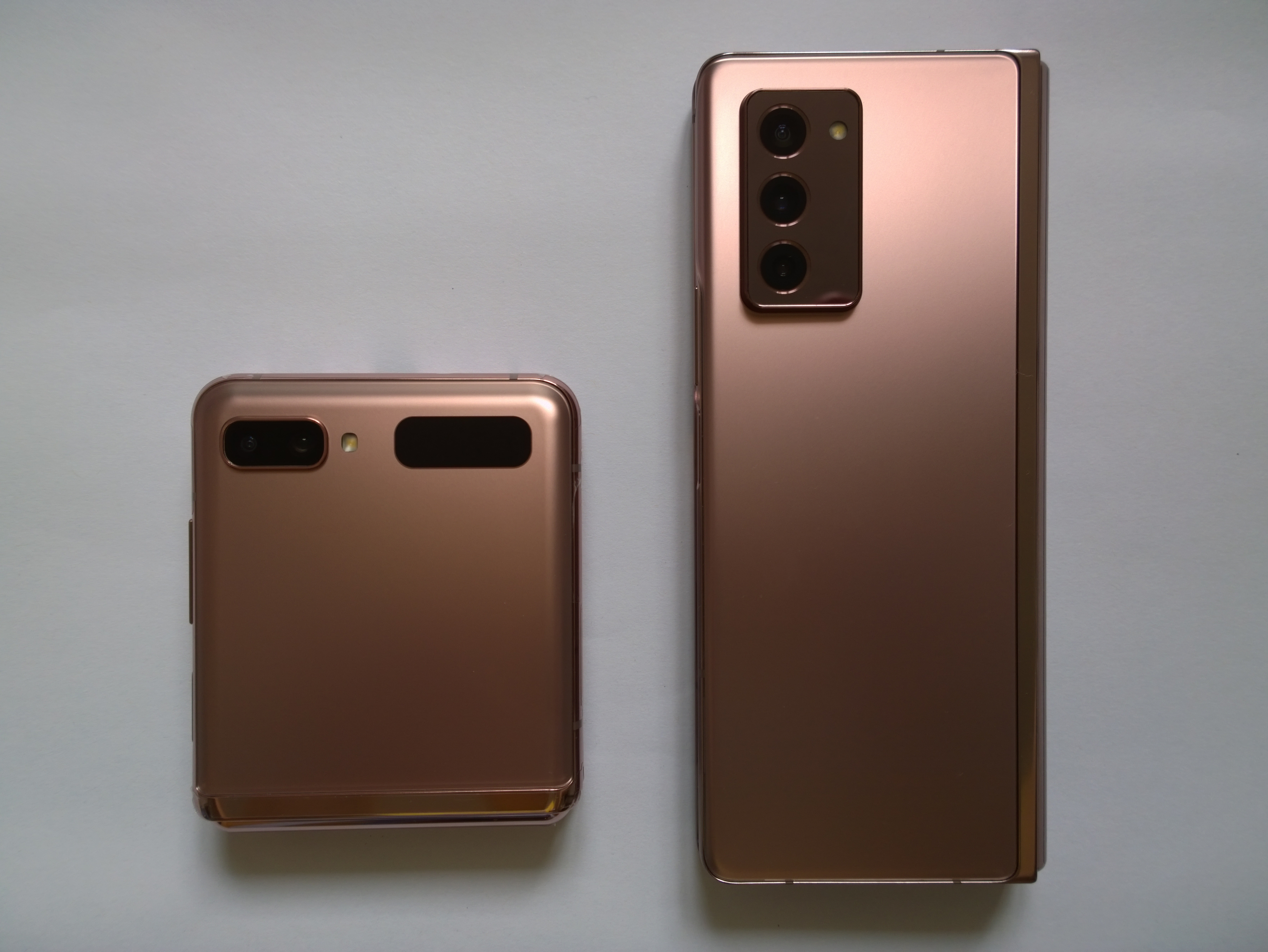
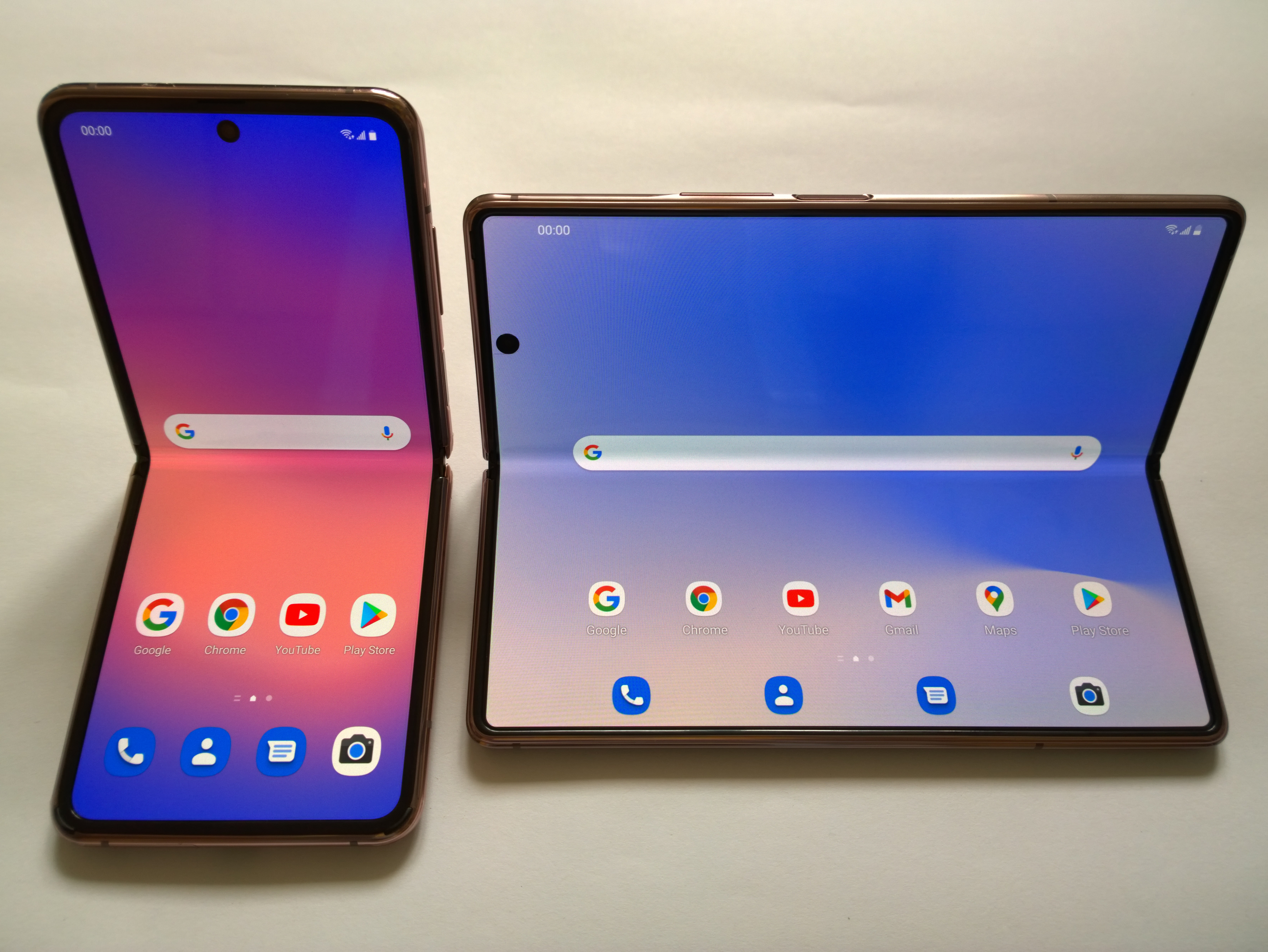
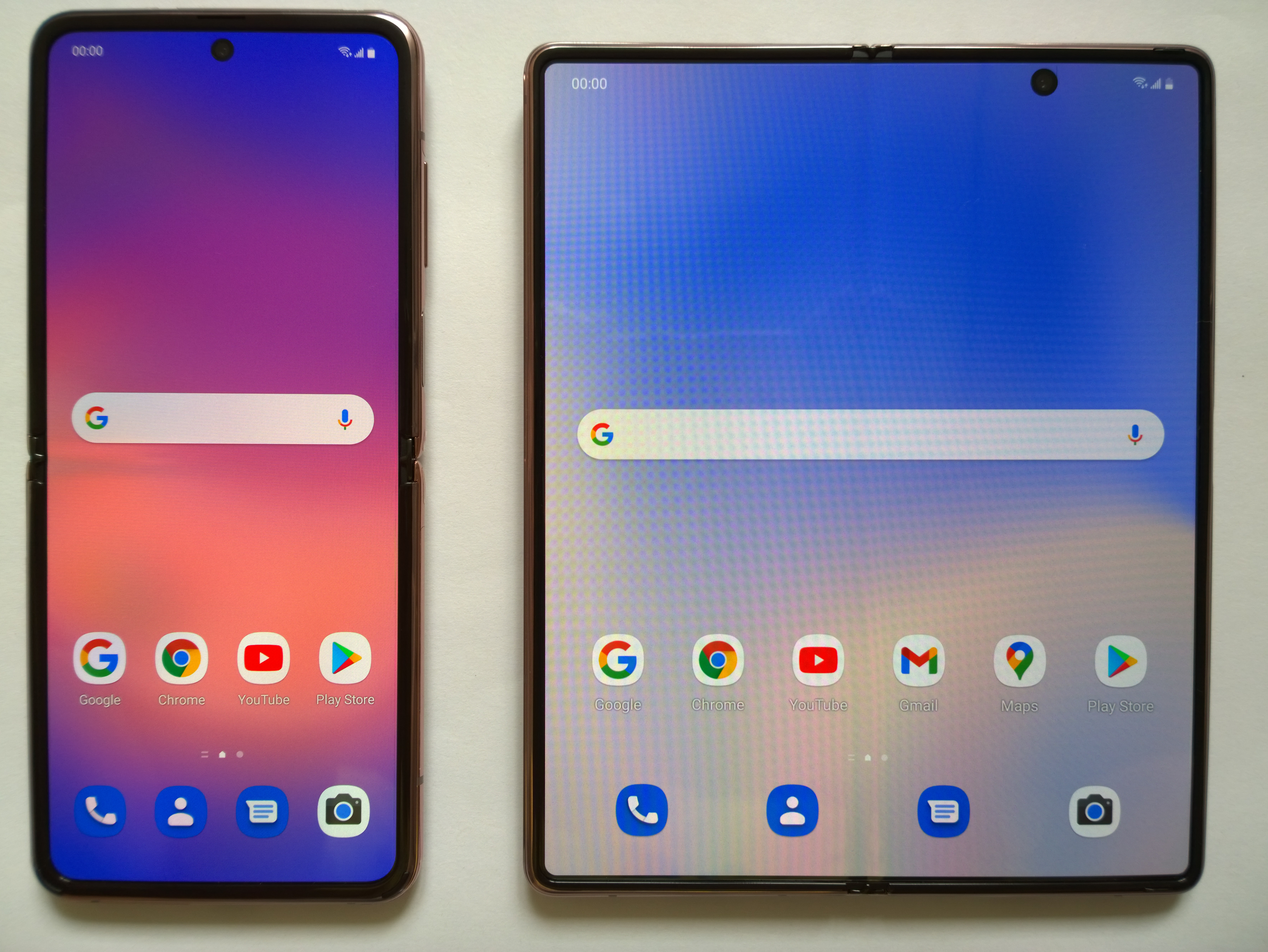
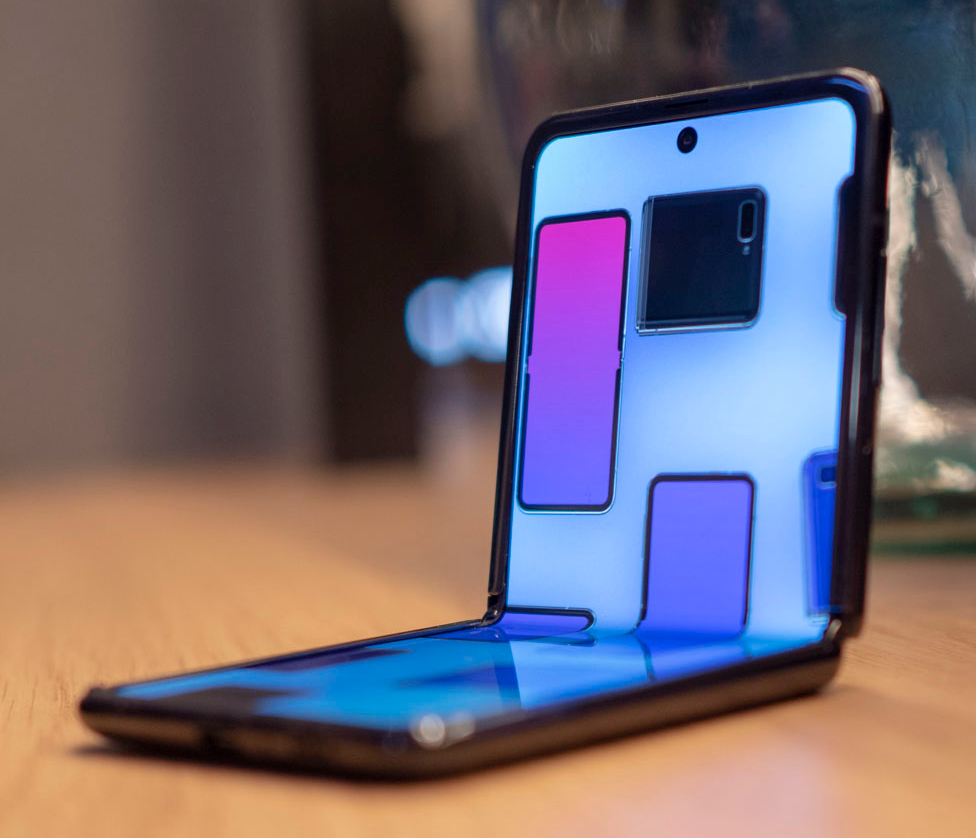
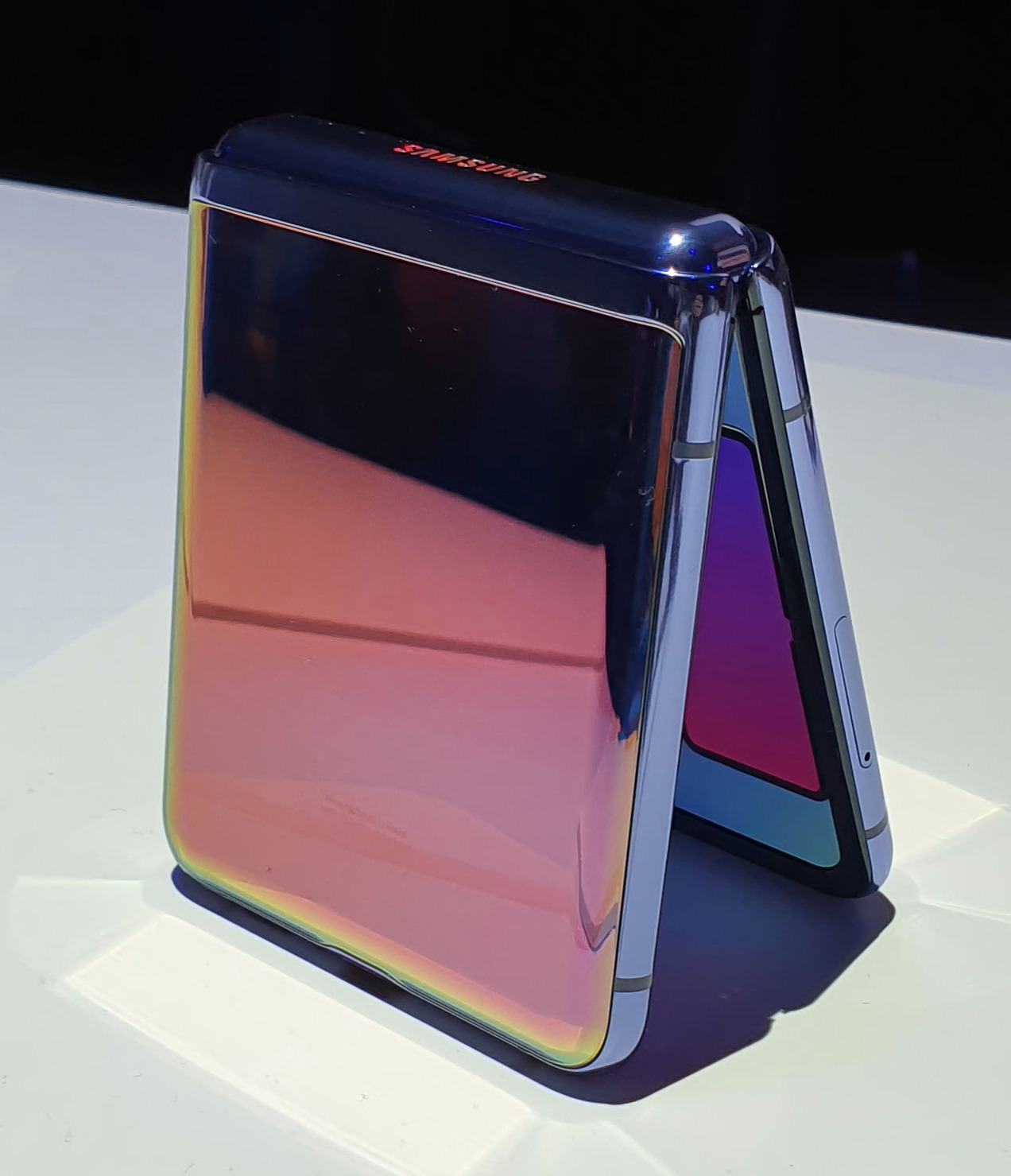

## 參看
- 华為Mate X
- 小米MIX Alpha
- Motorola Razr